# John Earman
John Earman (né en 1942) est un philosophe américain de la physique. Il est professeur émérite au département d'histoire et de philosophie des sciences de l'Université de Pittsburgh. Il a également enseigné à l'Université de Californie à Los Angeles, à l'Université Rockefeller et à l'Université du Minnesota, et a été président de la Philosophy of Science Association.

## Biographie
John Earman est né à Washington, DC, en 1942. Il obtient son doctorat à l'Université de Princeton en 1968 avec une thèse sur l'asymétrie temporelle (intitulée Some Aspects of Temporal Asymmetry) et dirigée par Carl Gustav Hempel et Paul Benacerraf. Après avoir occupé des postes de professeur à l'UCLA, à l'Université Rockefeller et à l'Université du Minnesota, il rejoint la faculté du département d'histoire et de philosophie des sciences de l'Université de Pittsburgh en 1985 et y reste jusqu'à la fin de sa carrière.
Earman est un ancien président de la Philosophy of Science Association et membre de l'Académie américaine des arts et des sciences et de l'Association américaine pour l'avancement des sciences. Il est membre du conseil d'administration des archives Phil-Sci.

## L’argument du trou
Earman a notamment contribué au débat sur « l'argument du trou ». L'argument du trou a été inventé à différentes fins par Albert Einstein à la fin de 1913 dans le cadre de sa quête de la théorie générale de la relativité. Il est relancé et reformulé dans le contexte moderne par John3 (une forme abrégée pour les « trois John » : John Earman, John Stachel (en) et John Norton).
Avec le GTR, le débat traditionnel entre absolutisme et relationnalisme se déplace vers la question de savoir si l'espace-temps est ou non une substance, puisque le GTR exclut largement l'existence, par exemple, de positions absolues. L’« argument du trou » proposé par John Earman est un argument puissant contre le physicalisme multiple.
Il s’agit d’un argument mathématique technique mais qui peut être paraphrasé comme suit :
Définir une fonction {\displaystyle d} comme fonction d'identité sur tous les éléments de la variété {\displaystyle M}, à l'exception d'un petit quartier ( topologie ) {\displaystyle H} appartenir à {\displaystyle M}. Sur {\displaystyle H}, {\displaystyle d} vient à différer de l’identité par une fonction lisse.
Avec l'utilisation de cette fonction {\displaystyle d} nous pouvons construire deux modèles mathématiques, où le second est généré en appliquant {\displaystyle d} à des éléments propres du premier, tels que les deux modèles soient identiques avant l'époque {\displaystyle t=0}, où {\displaystyle t} est une fonction temporelle créée par un feuilletage de l'espace-temps, mais diffère après {\displaystyle t=0}.
Ces considérations montrent que, puisque le physicalisme permet la construction de trous, l’univers doit, de ce point de vue, être indéterministe. Selon Earman, c'est un argument contre le physicalisme, car la question entre déterminisme et indéterminisme devrait être une question de physique et non de notre engagement envers le physicalisme.